# بریگن
بریگن، همچنین به عنوان تیسکیبریگن (نروژی: [ˈtʏ̀skəˌbrʏɡ:n̩]، لنگرگاه آلمانی)، مجموعه ای از ساختمان‌های تجاری میراث هانزا است که در ضلع شرقی بندر ووگن در شهر بریگن، نروژ قرار دارد. بریگن از سال ۱۹۷۹ در فهرست میراث جهانی یونسکو قرار دارد.
شهر برگن حدود سال ۱۰۷۰ میلادی در بین مرزهای تیسکیبریگن ساخته شد و تیسکبریگن به مرکز فعالیت‌های تجاری بازرگانان در نروژ تبدیل شد. امروزه، بریگن موزه‌ها، فروشگاه‌ها، رستوران‌ها و بارها را در خود جای داده‌است.

## نگارخانه

Panorama
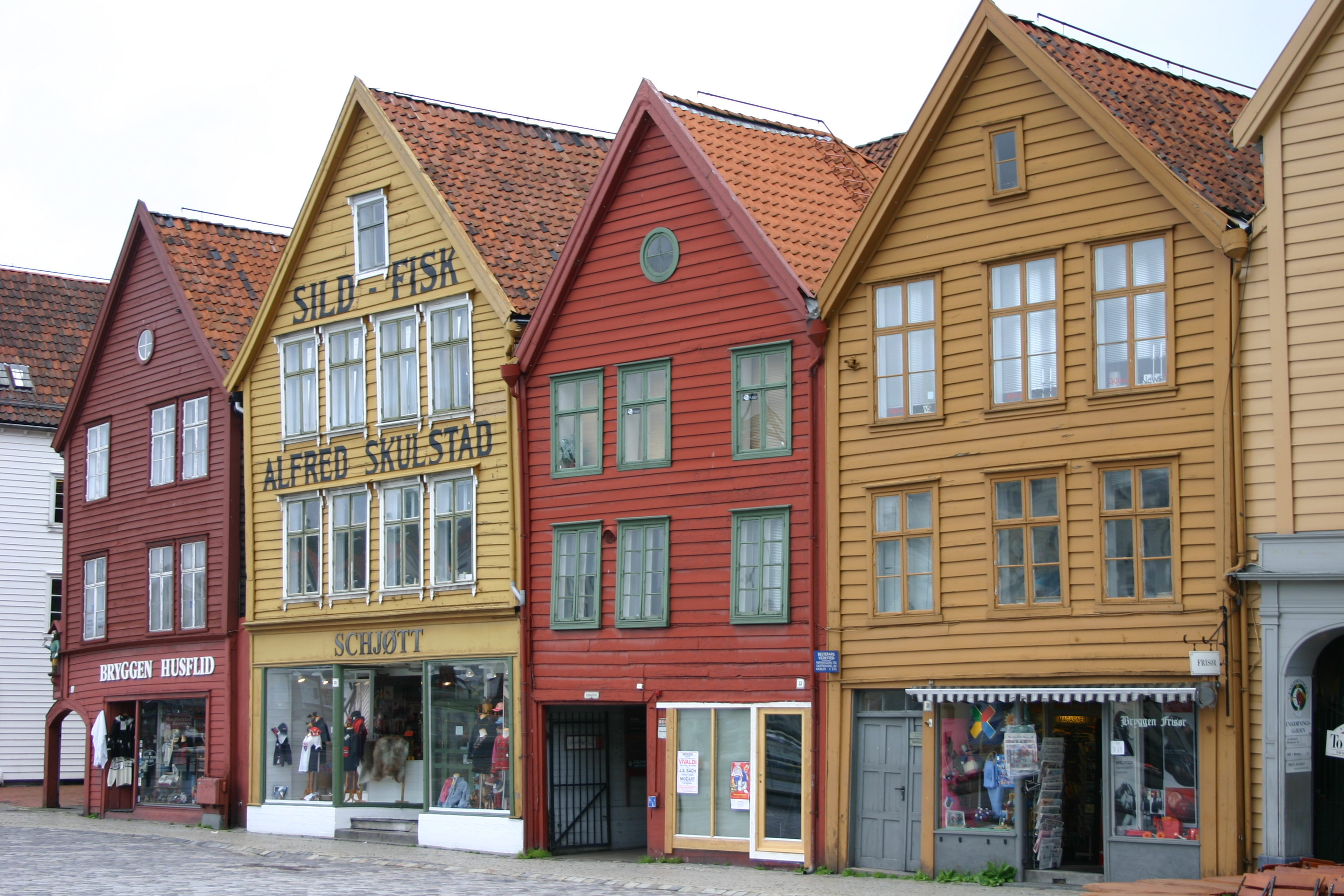
Bryggen
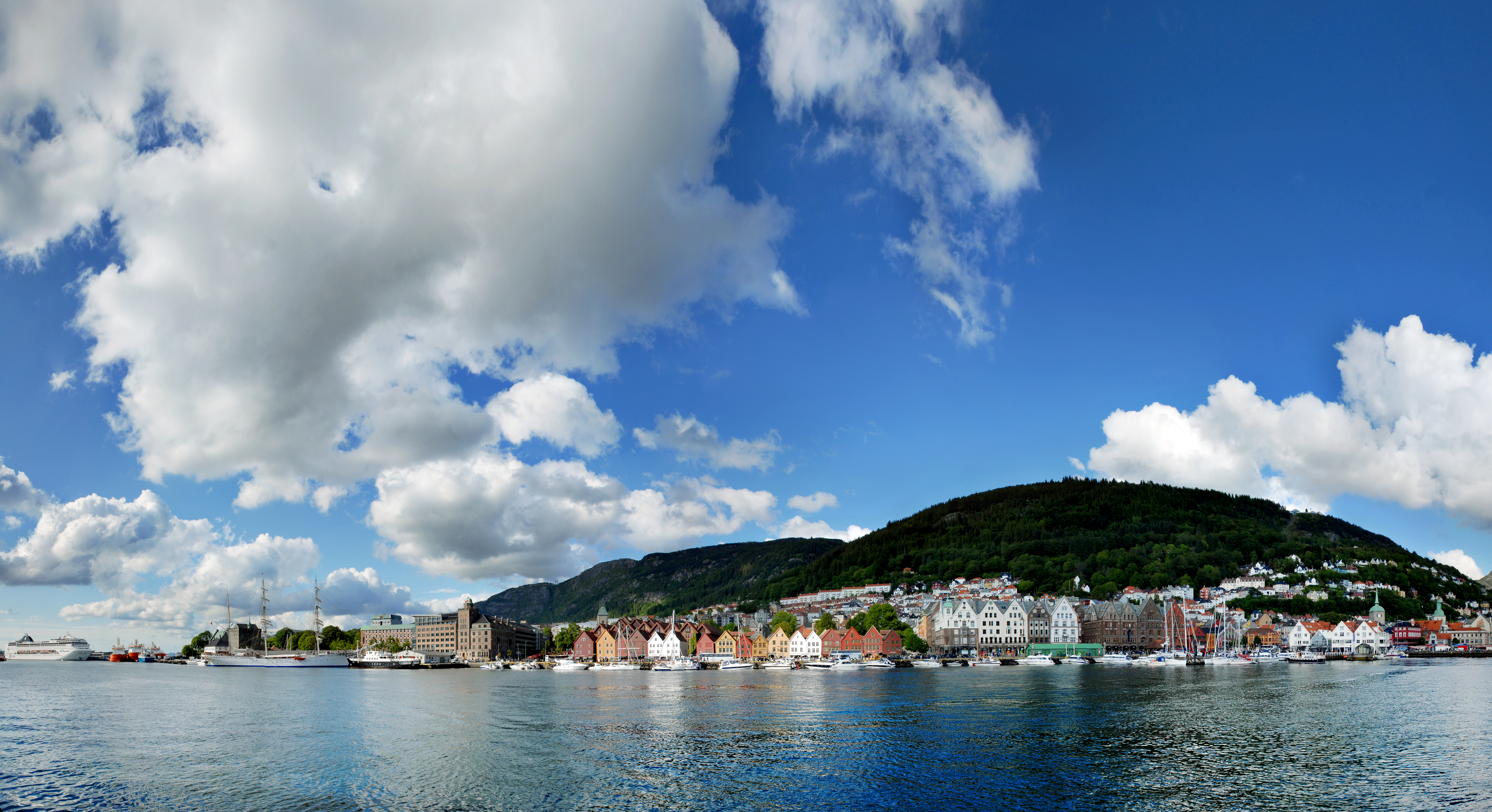
Bergen harbour panorama
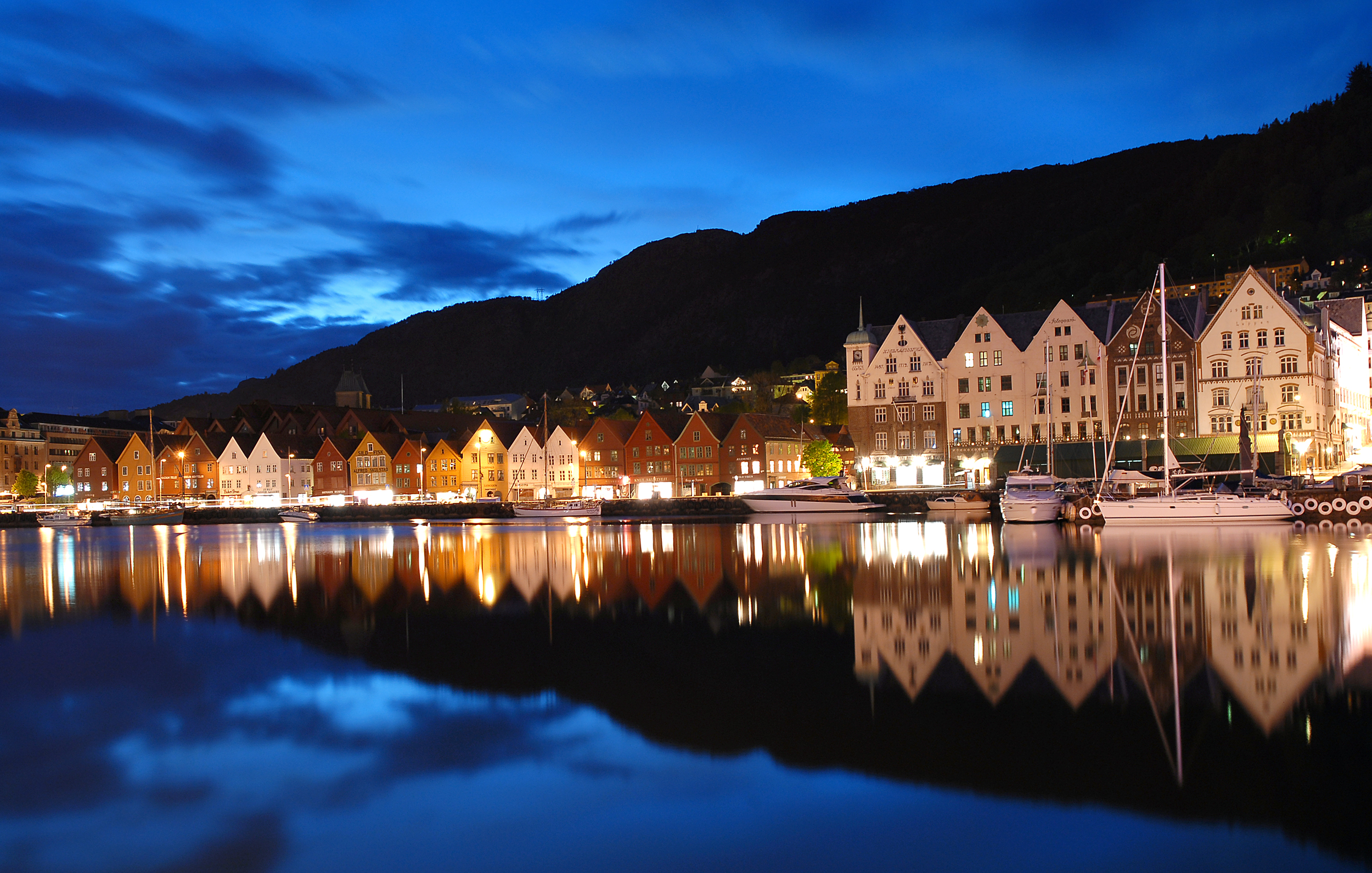
Bryggen by night
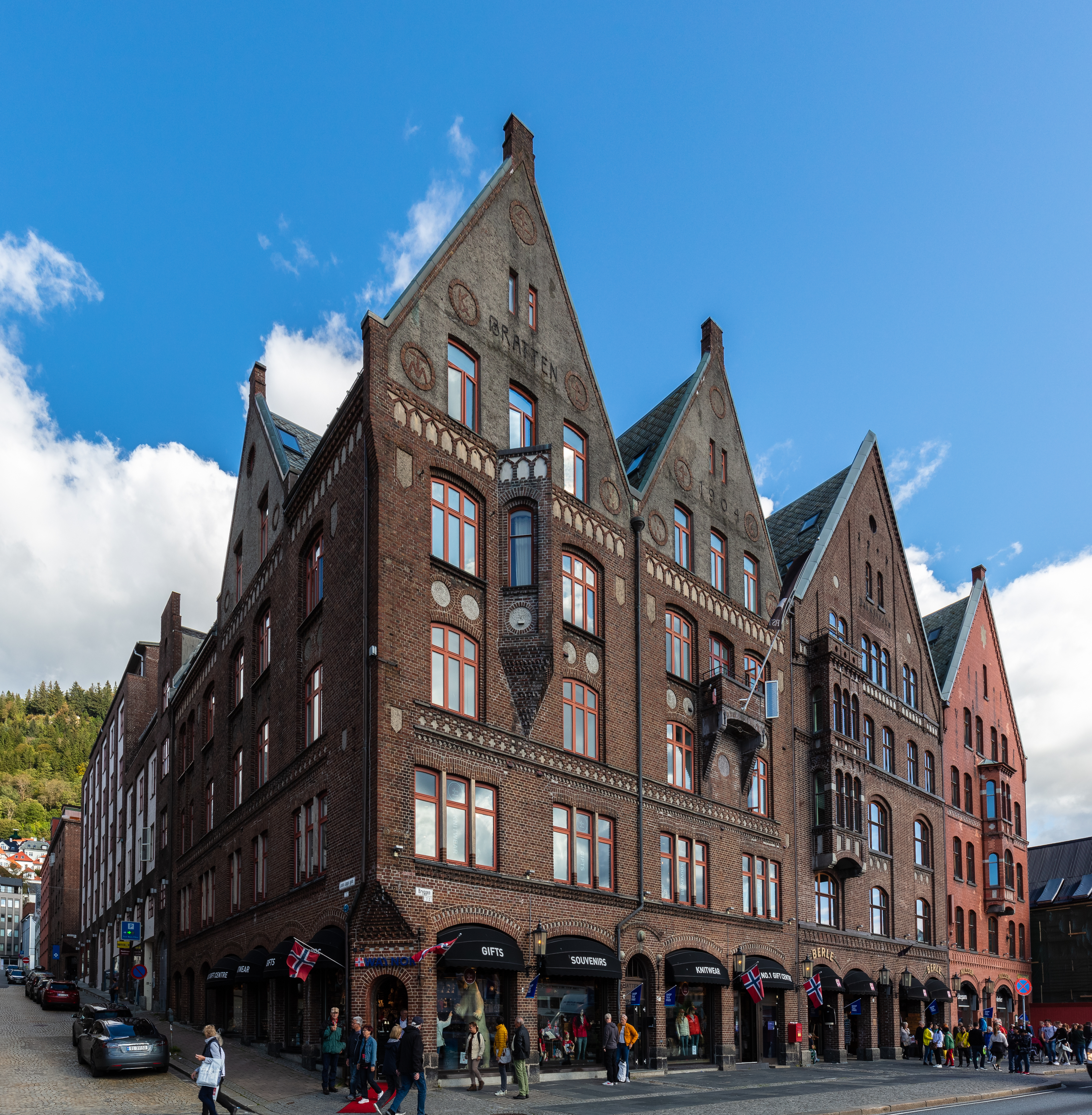

- Short video of a walk through Bryggen